# Настільний теніс на літніх Олімпійських іграх 2016
Змагання з настільного тенісу на літніх Олімпійських іграх 2016 відбулись з 6 по 17 серпня 2016 року в Ріосентро. 172 теністисти розіграли 4 комплекти нагород.

## Календар
| П | Попередні раунди | ¼ | 1/4 фіналу | ½ | 1/2 фіналу | Ф | Фінал |

| Змагання↓/Дата →     | Суб 6 | Нед 7 | Пон 8 | Вів 9 | Сер 10 | Сер 10 | Чет 11 | Чет 11 | П'ят 12 | Суб 13 | Нед 14 | Нед 14 | Пон 15 | Пон 15 | Вів 16 | Сер 17 |
| -------------------- | ----- | ----- | ----- | ----- | ------ | ------ | ------ | ------ | ------- | ------ | ------ | ------ | ------ | ------ | ------ | ------ |
| чоловіки (одиночний) | П     | П     | П     | ¼     |        |        | ½      | Ф      |         |        |        |        |        |        |        |        |
| чоловіки (командний) |       |       |       |       |        |        |        |        | П       | П      | ¼      | ¼      | ½      | ½      |        | Ф      |
| жінки (одиночний)    | П     | П     | П     | ¼     | ½      | Ф      |        |        |         |        |        |        |        |        |        |        |
| жінки (командний)    |       |       |       |       |        |        |        |        | П       | ¼      | ½      | ½      |        |        | Ф      |        |

## Медалі

### Медальний залік
| Місце  | Країна         | Золото | Срібло | Бронза | Загалом |
| ------ | -------------- | ------ | ------ | ------ | ------- |
| 1      | КНР            | 4      | 2      | 0      | 6       |
| 2      | Японія         | 0      | 1      | 2      | 3       |
| 3      | Німеччина      | 0      | 1      | 1      | 2       |
| 4      | Північна Корея | 0      | 0      | 1      | 1       |
| Усього | Усього         | 4      | 4      | 4      | 12      |

### Медалісти
Чоловіки
| Подія            | Золото                                 | Срібло                                                | Бронза                                                  |
| ---------------- | -------------------------------------- | ----------------------------------------------------- | ------------------------------------------------------- |
| Одиночний розряд | Ма Лун · Китай                         | Чжан Цзіке · Китай                                    | Дзюн Мідзутані · Японія                                 |
| Командний розряд | Китай · Ма Лун · Сюй Сінь · Чжан Цзіке | Японія · Дзюн Мідзутані · Махару Йосімура · Кокі Ніва | Німеччина · Дмитро Овчаров · Тімо Болл · Баштіан Штегер |

Жінки
| Подія            | Золото                                 | Срібло                                            | Бронза                                           |
| ---------------- | -------------------------------------- | ------------------------------------------------- | ------------------------------------------------ |
| Одиночний розряд | Дін Нін · Китай                        | Лі Сяося · Китай                                  | Кім Сон І · КНДР                                 |
| Командний розряд | Китай (CHN) Лю Шівень Дін Нін Лі Сяося | Німеччина (GER) Хань Їн Петрісса Солья Шань Сяона | Японія (JPN) Ісікава Касумі Фукухара Ай Міма Іто |